# 昂布莱翁
昂布莱翁（法語：Ambléon，法語發音：[ɑ̃bleɔ̃]）是法国东部安省的一个市镇，属于贝莱区。

## 地理
昂布莱翁（45°44'58"N, 5°36'5"E）面积5.88 平方千米，位于法国奥弗涅-罗讷-阿尔卑斯大区安省，该省份为法国东部省份，北起汝拉省，西北接索恩-卢瓦尔省，西接罗讷省和里昂大都会，南至伊泽尔省，东与萨瓦省、上萨瓦省和瑞士接壤。
与昂布莱翁接壤的市镇（或旧市镇、城区）包括：科洛米约、孔济约、伊尼蒙、吕伊、马尔尚、圣日耳曼莱帕鲁瓦斯。

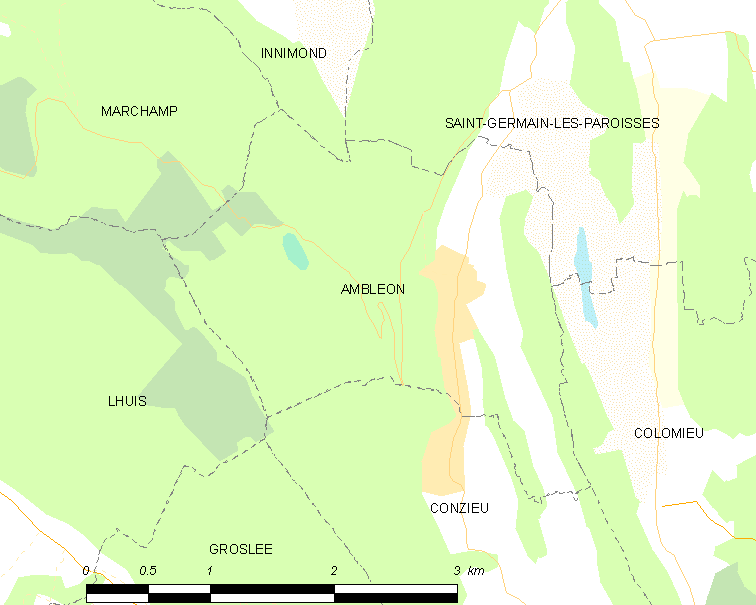
昂布莱翁的OSM定位图

昂布莱翁的时区为UTC+01:00、UTC+02:00（夏令时）。

## 行政
昂布莱翁的邮政编码为01300，INSEE市镇编码为01006。

## 政治
昂布莱翁所属的省级选区为贝莱县。

## 人口

1962-2008年间昂布莱翁人口变化图示

昂布莱翁于2022年1月1日时的人口数量为114人。